# Felsbilder des Yinshan-Gebirges
Die Felsbilder des Yinshan-Gebirges (chinesisch 阴山岩画, Pinyin Yīn Shān yánhuà, englisch Rock Paintings of Yinshan Mountains) befinden sich unter anderem auf folgenden Gebieten der Inneren Mongolei in der Volksrepublik China: Vorderen Urad-Banner, Hinteres Urad-Banner, Mittleres Urad-Banner und Kreis Dengkou. Die Petroglyphen wurden bereits im 5. Jahrhundert von dem Geographen und Prosaschriftsteller Li Daoyuan aus der Zeit der Nördlichen Wei-Dynastie in seinem Kommentar zum Buch der Gewässer (Shuijing zhu) beschrieben. Sie wurden durch die Techniken des Gravierens, Schabens und Pickens in die dunkel patinierte Oberfläche des Steins geschaffen, so dass dessen helleres Material sichtbar wird. Der chinesische Forscher Gai Shanlin (1986) datiert sie auf eine Zeit vom frühen Neolithikum (ca. 9. Jahrtausend v. Chr.) bis ins 19. Jahrhundert.
Dargestellt sind Menschen, Tiere, Jagdszenen, Wagen und Pferde, Tanz. Inschriften wurden in alttürkischer (Orchon-Jenissei-Schrift), altuigurischer, tangutischer und mongolischer Schrift verfasst. Die Felsbilder liefern wichtiges Material für die Erforschung von Gesellschaft, Wirtschaft, Gebräuchen und Religion der alten Hirtennomaden des chinesischen Nordens. Die Felsbilder des Yinshan-Gebirges (Yin Shan yanhua) stehen seit 2006 auf der Liste der Denkmäler der Volksrepublik China (6-818).

### Nachschlagewerke
- Cihai („Meer der Wörter“), Shanghai cishu chubanshe, Shanghai 2002, ISBN 7-5326-0839-5